# Еврейский музей Австралии
Еврейский Музей Австралии (англ. Jewish Museum of Australia) в Мельбурне был основан в 1982 раввином Лубофски. Он приехал в Австралию в 1957 и руководил еврейской общиной в районе St Kilda до 1988. Его целью было вызвать к жизни организацию за развития новых возможностей по сохранению и укреплению еврейского культурного наследия.В 1995 место расположения музей переехал из синагоги в Мельбурне в здание вблизи храма Бет Израиль в районе St Kilda. Еврейский Музей Австралии благодаря обширной программы образование и организовал многие годы многочисленные выставки.
С 2008 Еврейский Музей Австралии — место работы волонтёров австрийской службы за границей.